# Silvio Pestrin Farina
Silvio Pestrin Farina (Buenos Aires, 20 de enero de 1975-Córdoba, España, 6 de marzo de 2023) fue un empresario y desarrollador de sistemas argentino, creador de la red social para artistas FictionCity. Además, formó parte del banco virtual Patagon.com y trabajó para instituciones internacionales como el Banco Interamericano de Desarrollo (BID) y el Banco Mundial.

## Carrera profesional
Comenzó a estudiar ingeniería informática en la Universidad de Belgrano en 1992. En 1998, inició su experiencia laboral en el BID, donde se desempeñó como desarrollador de lenguajes Java y Visual Basic. En 1999, estuvo al frente de Patagon.com, primer banco virtual, luego vendido al Banco Santander Central Hispano Argentina.

### FictionCity.net
En 2009, Pestrin Farina lanzó la red social para artistas FictionCity, plataforma virtual disponible en 12 idiomas cuyo número de miembros ascendía a 250.000 en septiembre de 2011. Este emprendimiento ha sido definido por publicaciones especializadas como "el Linkedin para los artistas". Desde su lanzamiento en modo beta, a principios de 2011, se estima que la red social creció a razón de 1000 usuarios nuevos por día. Uno de los motivos de su expansión es la facilidad con la que permite a los artistas, de todas las disciplinas, mostrar e intercambiar sus obras en diferentes formatos de imagen, audio, texto y video. Otra de sus funciones permite conectar a sus usuarios con empresas y organizaciones sociales además de generar, en menos de 72 horas, eventos virtuales como muestras, recitales, concursos y cástines.

### Codamation.com
En 2015 , Silvio Pestrin Farina, se unió a CodaMation como Director Regional de Producto. A cargo del equipo de producto, es el responsable de KeeAccount (Plataforma de transacciones digitales de Codamation. Encargado del crecimiento , evolución, innovación, productos y estrategias comerciales . Teniendo en cuenta su experiencia y conocimiento de los productos tecnológicos, se le otorga un voto en el Comité de Aprobación de los proyectos que se  cocrearon. En consecuencia , es el respondable de garantizar el desarrollo de los productos cocreados y que cumplancon las especificaciones requeridas.

### KOIPartners.com
En 2016 , Silvio Pestrin Farina, funda KOI Ventures & Co., fondo de inversión (60 MM) con foco en empresas de internet. El mismo posee oficinas en NYC, Miami y Madrid. En consecuencia , es el responsable del análisis de empresas a invertir.